# دوموسواو (استان ماسوویان)
دوموسواو (به لهستانی:  Domosław) یک روستا در لهستان است که در گمینا ویننگتسا واقع شده‌است.